# Tasata unipunctata
Tasata unipunctata là một loài nhện trong họ Anyphaenidae.
Loài này thuộc chi Tasata. Tasata unipunctata được Eugène Simon miêu tả năm 1897.